# Cape Tribulation
Cape Tribulation is een landtong en een dorpje in het noorden van Queensland, Australië. Het ligt 110 km ten noorden van Cairns. Het bevindt zich in het Daintree National Park en het Wet Tropics World Heritage gebied. Het dorpje van minder dan honderd vaste inwoners bevat een klein aantal toeristenresorts, backpackerhostels, en bed & breakfasts. Een verharde weg geeft vanuit het zuiden toegang tot het gebied via de veerboot over de Daintree River. Ten noorden van Cape Tribulation gaat de weg onverhard verder naar de Bloomfield River, Wujal Wujal en Cooktown tijdens de regenperiode (Feb-Apr) is deze weg vaak gesloten.
De oorspronkelijke bewoners van het gebied zijn de Kuku Yalanji. Cape Tribulation, 'Kaap Tegenspoed', is zo genoemd door de Engelse ontdekkingsreiziger James Cook op 10 juni 1770, nadat zijn schip vlakbij vastliep in het rif, "omdat hier al onze problemen begonnen".
In 2006 was de geregistreerde regenval meer dan 6,5 meter. De meeste mensen bezoeken het gebied tijdens het droge seizoen van mei tot november. Tijdens het regenseizoen zwemmen er vaak giftige zeekwallen in de vele kreekjes en langs de kust. Daarnaast zwemmen er ook veel krokodillen in de rivieren en kreken. Er zijn vier grotere resorts waar toeristen kunnen verblijven en een paar bed & breakfasts. Het dorpje heeft daarnaast twee kleine supermarkten, twee geldautomaten, een afhaal restaurant en vijf restaurants. 
Het Groot Barrièrerif bevindt zich ongeveer 19 kilometer oostelijker. Er is een bootmaatschappij die vanaf het strand vertrekt en snorkel trips doet. Activiteiten die aangeboden worden bij Cape Tribulation zijn begeleide nachtwandelingen, 4-wheel-drive-tours, paardrijden, kajakken, exotisch fruit proeven, jungle surfen en krokodillen tours. Er is ook een interessant sculpturenpad te bezichtigen door het regenwoud om de Rainforest Hideaway B&B.
Cape Tribulation was in de jaren 80 regelmatig in het nieuws toen de plaatselijke gemeente had besloten met bulldozers een weg door het regenwoud naar het noorden aan te leggen. Honderden protestanten blokkeerden de bulldozers, maar dankzij de politie die ook in grote aantallen kwam opdraven is de weg toch afgemaakt. Dertig jaar later is de weg nog steeds onverhard en is nog steeds een avontuur voor toeristen met four-wheel-drives.
Dit gebied is ook het territorium voor de met uitsterven bedreigde kasuaris, je ziet ze soms de weg oversteken of je kunt ze op boswandelingen tegenkomen. De kasuaris is verwant aan de emu en struisvogel, maar heeft veel fellere kleuren, en staat bekend om zijn temperament en mensen zijn soms aangevallen.
De eerste bewoner van Europese afkomst in Cape Tribulation was Andrew Mason die in 1932 arriveerde. Afstammelingen van de Masons wonen nog steeds in Cape Trib en zijn de eigenaars van de Cape Trib Shop. Nederlanders waren er ook al vroeg bij in Cape Tribulation: begin jaren zestig, toen er nog geen weg naar Cape Tribulation was, kwamen de Rijkers aan wal na een zeiltocht op een vlot en namen bijna heel Cape Tribulation Beach met al het land erachter in bezit.
In de jaren 70 werd Cape Tribulation door de hippies ontdekt en het werd de eindstop van het avontuur van Londen naar Kathmandu tot Cape Tribulation. In de jaren 80 werd de eerste backpackershostel gebouwd en sindsdien is Cape Tribulation een toeristenbestemming.
In 1981 werd het gebied rond Cape Tribulation door de Australische regering in Canberra tot Nationaal Park uitgeroepen, onder protest van gemeente en staatsregering, en op de Werelderfgoedlijst in 1988, wederom onder protest.